# Chileajo de vegetales
El chileajo de vegetales es un platillo de comida de Oaxaca, México. Consiste en verduras como ejotes, chícharos, zanahorias y papas, que se cuecen por separado, no muy cocidas y sin que pierdan su color; los chiles se desvenan y remojan en agua caliente, se muelen con ajo, orégano, comino, vinagre y sal; se vierte sobre las verduras, se revuelve muy bien y se adorna con cebollas en rebanadas, orégano y queso desmenuzado o en rebanadas.